# Крисчън Найрн
Крисчън Найрн (на английски: Kristian Nairn) е северноирландски диджей и актьор.
Известен е от ролята на Ходор в сериала „Игра на тронове“ и от ролята на Бърнаби Силвър в сериала „Улица Рипър“.

## Биография
Роден е на 25 ноември 1975 г. в Лисбърн, Северна Ирландия. Понастоящем живее в Белфаст. Като диджей е работил с американската група „Scissor Sisters“, с шотландския певец Калвин Харис и др. Крисчън е висок 210 cm. Дебюта му като актьор е през 2011 г. в суперпродукцията на HBO – „Игра на тронове“. През 2014 г. разкрива, че е гей.

## Филмография
- „Игра на тронове“ (сериал, 2011 – )
- „Улица Рипър“ (сериал, 2012 – 2013)
- „The Four Warriors“ (2015)
- „Mythica: The Godslayer“ (2016)